# Brahmaea magnificentia
Brahmaea magnificentia är en fjärilsart som beskrevs av Felix Bryk 1949. Brahmaea magnificentia ingår i släktet Brahmaea och familjen Brahmaeidae. Inga underarter finns listade i Catalogue of Life.